# Irwin Horowitz
Irwin Horowitz (...) è un astronomo statunitense.
Ha ottenuto due baccellierati in fisica e in scienze terrestri, atmosferiche e planetarie nel 1986. Ha conseguito il master e il dottorato in astronomia rispettivamente nel 1992 e nel 1994. Successivamente ha anche ottenuto un baccellierato e un master in ingegneria elettrica nel 2003 e nel 2005. Ha insegnato in vari istituti di istruzione superiore.
Il Minor Planet Center gli accredita la scoperta dell'asteroide 9837 Jerryhorow effettuata il 12 gennaio 1986.